# Matteo Nana
Matteo Nana (ur. 25 sierpnia 1974 w Sondrio) – włoski narciarz alpejski. Zajął 11. miejsce w slalomie na igrzyskach w Nagano w 1998 r. Jego najlepszym wynikiem na mistrzostwach świata było 12. miejsce w gigancie na mistrzostwach świata w Vail w 1999 r. Najlepsze wyniki w Pucharze Świata osiągnął w sezonach 1996/1997 i 1999/2000, kiedy to zajął 46. miejsce w klasyfikacji generalnej.

## Sukcesy

### Puchar Świata

#### Miejsca w klasyfikacji generalnej
- 1995/1996 – 96.
- 1996/1997 – 46.
- 1997/1998 – 71.
- 1998/1999 – 64.
- 1999/2000 – 46.
- 2000/2001 – 127.
- 2001/2002 – 98.

#### Miejsca na podium
1. Alta Badia – 22 grudnia 1996 (gigant) – 3. miejsce
2. Vail – 23 listopada 1999 (slalom) – 3. miejsce